# Ivan Zemlianski
 (septembre 2024).
Ivan Zemlianski (en russe :  Землянский, Иван Евгеньевич (Ivan Evguenevitch Zemlianski) est un joueur d'échecs russe né le 31 août 2010.

## Biographie
En mai 2024, il devient Grand maître international (GMI) au Sharjah Masters, ce qui fait de lui le plus jeune grand maître russe de l'histoire,.
En juillet 2024, il termine deuxième de la catégorie U13 puis U16 au ChessKid Youth Championship 2024, à chaque fois derrière Yağız Erdoğmuş,.